# The Woman Who Fell to Earth
"The Woman Who Fell to Earth" é o primeiro episódio da décima primeira temporada da série de ficção científica britânica Doctor Who, transmitido originalmente através da BBC One em 7 de outubro de 2018. Foi escrito pelo novo showrunner e produtor executivo da série, Chris Chibnall, sendo dirigido por Jamie Childs.
O episódio é o primeiro a ser liderado por Chibnall como escritor principal e produtor executivo, juntamente com os produtores executivos Matt Strevens e Sam Hoyle, depois que Steven Moffat e Brian Minchin deixaram o cargo após a décima temporada. Também marca o início da terceira era de produção da série moderna, seguindo-se daquelas comandadas por Russell T. Davies de 2005 a 2010, e a de Moffat de 2010 a 2017. "The Woman Who Fell to Earth" é o primeiro episódio a ser transmitido aos domingos, o primeiro na história do programa, deixando a tradição dos episódios regulares da era moderna serem transmitidos aos sábados.
O episódio é estrelado por Jodie Whittaker, em sua estreia como a Décima terceira Doutora, bem como por Bradley Walsh, Tosin Cole e Mandip Gill, que interpretam seus acompanhantes, Graham O'Brien, Ryan Sinclair e Yasmin Khan, respectivamente. A história se concentra em um grupo de pessoas que se deparam com uma nova ameaça alienígena em Sheffield e encontram-se junto com a recém-regenerada Doutor, que foi separada de sua máquina do tempo, a TARDIS, depois dos eventos de "Twice Upon a Time". Enquanto o grupo procura entender a ameaça, eles também se encontram em perigo e descobrem que os alienígenas recém-chegados planejam uma caçada a um único humano, levando a Doutora a coordenar uma tentativa de salvar a todos do perigo.
Desde sua primeira transmissão no Reino Unido, o episódio recebeu avaliações positivas dos críticos, bem como uma audiência de 10,96 milhões de telespectadores, a estreia mais assistida de um Doutor na história do programa, e os maiores índices consolidados desde "The Time of the Doctor" (2013).

## Enredo
Ryan, um jovem com dispraxia, esforça-se para andar de bicicleta e a joga na colina em frustração. Procurando pela bicicleta, ele interage com algumas luzes estranhas, fazendo com que uma cápsula azul apareça. Preocupado, Ryan liga para a polícia, recebendo ajuda do policial Yasmin Khan, uma velha amiga da escola. Enquanto isso, a avó de Ryan, Grace, seu marido, Graham, e outro passageiro, Karl, encontram-se presos a bordo do trem com um orbe flutuante feito de tentáculos e eletricidade. Grace telefona para Ryan, levando Yasmin e ele para o trem, chegando no momento em que a Doutora de repente cai do teto do trem. O orbe sai depois de atingir todos com um raio de energia.
Karl sai, mas os outros seguem a Doutora, que sofre de amnésia pós-regenerativa. Ela descobre a órbita implantada DNA destruindo bombas em cada um deles, susceptíveis de explodir a qualquer momento. Descobrindo que o casulo desapareceu, eles o rastreiam até um armazém, cujo dono pegou e conectou com o desaparecimento de sua irmã, só para ser morto quando um segundo alienígena emergiu. A Doutora, sem a chave de fenda sônica, constrói outra com peças sobressalentes. O grupo intercepta a criatura, revelada como uma massa de bobinas de coleta de dados biológicos, antes da chegada do segundo alienígena. Revelando-se como Tzim-Sha, um guerreiro Stenza, que caça humanos por esporte, que deixa a Doutora furiosa, exige que eles deixem o planeta. Tzim-Sha ignora isso, coletando os dados de seu alvo, Karl, das bobinas e se teleportando para longe.
O grupo rastreia Karl, um operador de guindaste, até um canteiro de obras. A Doutora, Ryan e Yasmin escalam outro guindaste para salvar Karl antes que Tzim-Sha possa alcançá-lo. Tzim-Sha captura Karl, mas a Doutora, lembrando-se de sua identidade, ordena a Tzim-Sha que o deixe, ou enfrente a perda do dispositivo de recolhimento da cápsula e ficar encalhado na Terra. Tzim-Sha detona as bombas de DNA, mas a Doutora revela que ela transferiu as bombas para as bobinas, que foram, então, inadvertidamente auto-implantadas em Tzim-Sha quando ele baixou os dados. A Doutora empurra o dispositivo de recordação em Tzim-Sha e ele se transporta para longe. Grace destrói com sucesso as bobinas, mas é fatalmente ferida depois de cair do guindaste.
Após o funeral de Grace, a Doutora diz ao grupo que ela deve encontrar a TARDIS. Depois de construir um teleporte, ela despede-se do grupo, mas inadvertidamente os leva para o espaço sideral.

## Produção

### Desenvolvimento
Foi anunciado em janeiro de 2016 que Steven Moffat deixaria o cargo de produtor executivo e escritor principal após a décima temporada depois de sete anos como showrunner, sendo substituído por Chris Chibnall em 2018. Matt Strevens serve como executivo produtor ao lado de Chibnall, assim como Sam Hoyle.
Um novo logotipo foi revelado em 20 de fevereiro de 2018. Ele foi criado pela agência Little Hawk, que também criou uma insígnia estilizada com a palavra "Who" dentro de um círculo com uma linha de interseção. Murray Gold anunciou em fevereiro de 2018 que deixaria o cargo de compositor do programa, tendo atuado como diretor musical desde 2005, e que ele não estaria compondo a música para a décima primeira temporada. Em 26 de junho de 2018, Chibnall afirmou que a trilha sonora seria fornecida pelo ex-aluno do Royal Birmingham Conservatoire, Segun Akinola.

### Elenco

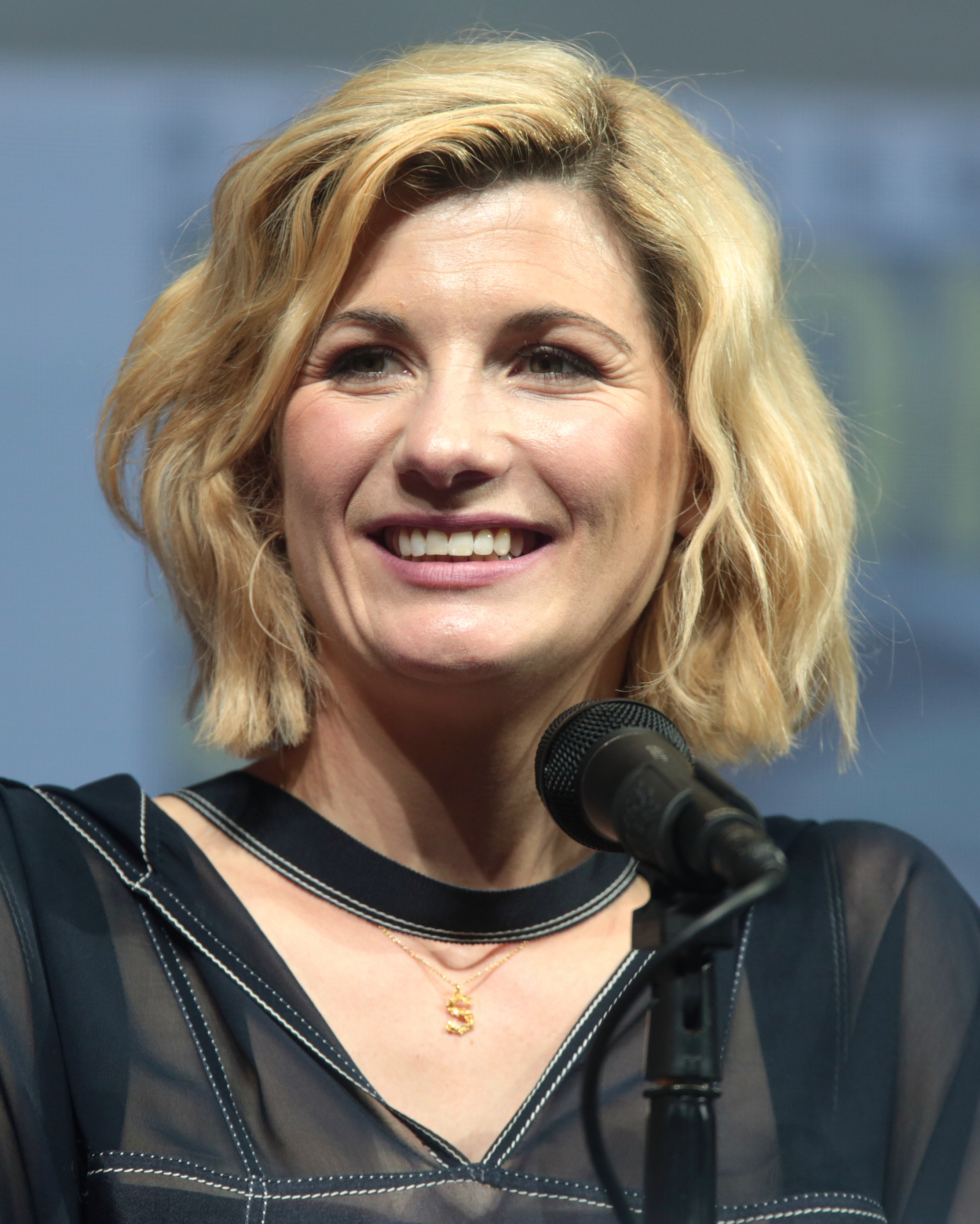
Whittaker na San Diego Comic-Con de 2018, onde promoveu sua primeira temporada como Doutora.

O episódio apresenta Jodie Whittaker como a Décima terceira Doutora. Seu antecessor, Peter Capaldi, deixou o papel como o Décimo segundo Doutor após a décima temporada, tendo atuado como o personagem por três temporadas. Sua aparição final foi no especial de Natal de 2017, "Twice Upon a Time". Moffat afirmou em fevereiro de 2017 que Chibnall tentou persuadir o ator a continuar, mas apesar disso, Capaldi decidiu sair.
A busca pelo ator para retratar o Décimo terceiro Doutor, liderado por Chibnall, começou mais tarde em 2017, depois que ele completou seu trabalho na terceira temporada da série da ITV Broadchurch, para o qual ele também é o escritor principal e produtor executivo. Chibnall teve a palavra final sobre o ator, embora a decisão também envolvesse Charlotte Moore e Piers Wenger, diretora de conteúdo e diretor de drama da BBC, respectivamente. Notícias na mídia e em casas de apostas especularam sobre quem substituiria Capaldi, com Ben Whishaw e Kris Marshall estando entre as previsões mais populares. Em 16 de julho de 2017, foi anunciado após as finais do Torneio de Wimbledon de 2017 que Whittaker retrataria a décima terceira encarnação do Doutor.
O episódio também apresenta novos acompanhantes, incluindo Bradley Walsh, Tosin Cole e Mandip Gill, como Graham O'Brien, Ryan Sinclair e Yasmin Khan, respectivamente. A atriz Sharon D. Clarke também aparece em um papel recorrente ao longo da temporada como a esposa de Graham, Grace. O episódio também apresenta Johnny Dixon e Samuel Oatley.

### Filmagens
Jamie Childs dirigiu o primeiro e o sétimo episódio da temporada no bloco de produção de abertura, tendo também dirigido o vídeo de introdução de Whittaker como Doutora.
A pré-produção da temporada começou no final de outubro de 2017. O início das filmagens começou em novembro de 2017 com a gravação do primeiro episódio. A décima primeira temporada foi filmada usando lentes anamórficas da Cooke e Angénieux pela primeira vez na história da série, uma decisão criativa feita para tornar o programa mais cinematográfico.

### Promoção
O primeiro teaser da temporada foi lançado durante a final da Copa do Mundo de 2018, em 15 de julho de 2018, quase exatamente um ano após o anúncio de Whittaker como Doutora. Whittaker, Gill, Cole, Chibnall e Strevens promoveram o show com um painel na San Diego Comic-Con em 19 de julho de 2018, onde o primeiro trailer foi lançado.

## Transmissão e recepção

### Recepção crítica
| Críticas profissionais            | Críticas profissionais |
| Avaliações da crítica             | Avaliações da crítica  |
| Fonte                             | Avaliação              |
| --------------------------------- | ---------------------- |
| Rotten Tomatoes (Tomatometer)     | 90%                    |
| Rotten Tomatoes (Pontuação geral) | 8,37                   |
| Daily Mirror                      | [ 25 ]                 |
| IGN                               | 8,7                    |
| IndieWire                         | B-                     |
| New York Magazine                 | [ 28 ]                 |
| New York Post                     | [ 29 ]                 |
| Radio Times                       | [ 30 ]                 |
| The A.V. Club                     | B                      |
| The Telegraph                     | [ 32 ]                 |
| The Guardian                      | [ 33 ]                 |
| The Independent                   | [ 34 ]                 |
| TV Fanatic                        | [ 35 ]                 |

### Televisão
Como "The Woman Who Fell to Earth" foi o episódio de estreia da décima primeira temporada, ele teve uma duração maior – 63 minutos –, como a estreia da temporada anterior, tendo uma transmissão tanto no Reino Unido na BBC One como nos Estados Unidos na BBC America. Ele também não apresenta títulos de abertura ou créditos, e é o único episódio da era moderna a começar sem um desses — enquanto episódios como "The Day of the Doctor" (2013) e "Sleep No More" (2015) não tiveram um destes, embora apresentavam uma sequência de título modificada ou créditos de abertura.

### Cinemas
A estreia da décima primeira temporada foi realizada no Light Cinema em Sheffield em 24 de setembro de 2018, como parte de um evento de tapete vermelho para o episódio e a temporada. "The Woman Who Fell to Earth" foi lançado em cinemas brasileiros selecionados em 7 de outubro de 2018, nos cinemas australianos em 8 de outubro de 2018 e nos Estados Unidos de 10 a 11 de outubro. Também foi exibido em cinemas da Rússia, Ucrânia, Bielorrússia, República Checa e Azerbaijão.

### Audiências
O episódio foi assistido por 8,20 milhões de telespectadores durante sua exibição original, tornando-se a maior audiência durante a noite desde "The Time of the Doctor", que recebeu 8,30 milhões de telespectadores. O episódio também teve uma participação de público de 40,1%. Além disso, ele marcou o maior valor para uma estreia de temporada desde "Partners in Crime" (2008), a abertura da quarta temporada, que atingiu 8,40 milhões de espectadores. "The Woman Who Fell to Earth" teve um total de 10,90 milhões de telespectadores, tornando-se estreia de um Doutor mais assistida na história do programa, e os maiores índices consolidados desde "The Time of the Doctor". O episódio recebeu uma pontuação do índice de valorização do público de 83.
Nos Estados Unidos, a transmissão original na BBC America foi assistida por 1,37 milhões de espectadores, tendo uma audiência consolidada de 1,88 milhões de telespectadores.

### Recepção crítica
O episódio atualmente detém uma pontuação de 90% no Rotten Tomatoes, com uma pontuação média de 8,37. O consenso do site diz: "Jodie Whittaker incorpora facilmente o melhor do titular viajante do tempo em 'The Woman Who Fell to Earth' e prova que a mudança pode ser uma coisa muito, muito boa".

## Home media
"The Woman Who Fell to Earth" teve um lançamento de DVD autônomo na Região 4.